# Jenny Bossard-Biow

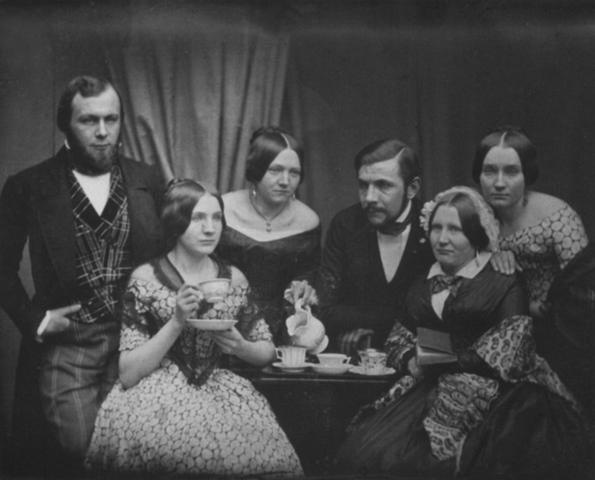
Familie am Kaffeetisch. Daguerreotypie von Jenny Bossard, 1849

Jenny Bossard-Biow, eigentlich Johanna Louise Agnes Biow (* 30. April 1813 in Breslau; † nach 1853), war eine der ersten Frauen in Deutschland, die Daguerreotypien herstellten.
Johanna Bossard-Biow kam als Tochter des Malers Raphael Biow und seiner Ehefrau Rahel, genannt Resel (Rosalie) Biow, geb. Scholin zur Welt. Sie war die Schwester des Malers und Daguerreotypisten Hermann Biow, der sie ab 1844 anlernte. Während seiner Abwesenheit übernahm sie die Leitung des Ateliers. 1836 hatte ihr Vater Raphael Biow einen Gehilfen namens „Heinrich Boshardt“ eingestellt. Nach dem Tode ihres Vaters hatte Heinrich Boshardt das Geschäft übernommen und weitergeführt. Zu dieser Zeit hatten Johanna Biow und Heinrich Boshardt vermutlich geheiratet.
Aus der Ehe mit Bossard stammte der Sohn Raphael Bossard, der später den Namen „Schlegel“ trug und sich 1863 in Elberfeld als Fotograf niederließ. Nach der Trennung der Ehe mit Bossard (1841) war sie in den Jahren 1848 und 1849 zeitweilig als wandernde Daguerreotypistin in Mecklenburg und Schwerin tätig.
Anschließend hielt sich Johanna Bossard-Biow in Hamburg auf und heiratete im Juli 1850 – wenige Monate nach dem Tod ihres Bruders Hermann Biow – den Fotografen Julius Schlegel. „Carl Julius Schlegel“ war am 16. Juli 1819 in Münsterberg geboren worden. Bis zu seiner Taufe im Mai 1850 war er als Daguerreotypist unter dem Namen „Jacob Schlesinger“ tätig.
Julius und Johanna Schlegel hielten sich Anfang des Jahres 1851 in Mainz auf. Mutmaßlich im Laufe des Sommers haben sich ihre gemeinsamen Wege getrennt. Die letzte Anzeige von „H. Biow's Daguerreotyp-Atelier“ vom 14. Juni 1851 in den Hamburger Nachrichten könnte darauf hinweisen, dass Johanna zurück nach Hamburg gegangen war und im Atelier am Neuer Wall noch wenige Monate tätig war.
„Carl Julius Schlegel uit Hamburg“ hielt sich stattdessen im Oktober 1851 in den Niederlanden, in Den Haag auf. Dort blieb er bis Jahresende. Julius Schlegel eröffnete 1858 in Reichenberg ein fotografisches Atelier und Filialen in Zittau und Böhmisch-Leipa. Auf der 3. Photographischen Ausstellung 1868 in Hamburg erhielt er eine Bronzemedaille.
Für den 20. Januar 1852 war die Liquidation des Nachlasses ihres Bruders Hermann Biow in Dresden geplant, wobei persönliches Erscheinen der Anspruchsteller erforderlich war. Im Frühjahr 1853 war sie in Schlesien tätig. Sie bot im Sommer gemeinsam mit dem Kopisten und Miniaturmaler Carl Axmann ihr „Photographisches Atelier“ in Gleiwitz an.
Weitere Spuren zu Johanna/Jenny Schlegel sind nicht bekannt, auch nicht das Datum ihres Todes. Die Behauptung, sie sei noch 1858 in Hamburg nachweisbar, geht auf ein Zitat von Fritz Kempe zurück.
Der Sohn Raphael hat 1853 als 14-Jähriger in Hamburg daguerreotypiert. 1853 zog der ehemalige Offizier der schleswig-holsteinischen Armee August Mencke in das Atelier und zeigte als Photographisches Institut an.